# Podzwierzyniec (gmina)
Podzwierzyniec – dawna gmina wiejska w powiecie rudeckim województwa lwowskiego II Rzeczypospolitej (1934–1939), a także jednostka podziału administracyjnego Generalnego Gubernatorstwa w latach 1941–1944, wchodząca w skład dystryktu galicyjskiego. Siedzibą gminy były Podzwierzyniec.
Gminę utworzono 1 sierpnia 1934 r. w ramach reformy na podstawie ustawy scaleniowej z dotychczasowych gmin wiejskich: Horożanna Mała, Horożanna Wielka, Kołodruby, Łowczyce, Manasterzec, Mosty, Nowa Wieś, Nowosiółki Oparskie, Podzwierzyniec, Powerchów, Ryczychów, Tatarynów i Terszaków.
W latach 1939–1941 zniesiona, będąc okupowana przez ZSRR, gdzie nie funkcjonowały gminy zbiorowe (vide rejon komarniański).
W 1941 roku reaktywowana na skutek wojny niemiecko-radzieckiej, po zajęciu obszaru przez władze hitlerowskie. Gmina weszła w skład powiatu lwowskiego (Kreishauptmannschaft Lemberg), należącego do dystryktu Galicja w Generalnym Gubernatorstwie, gdzie została zmodyfikowana. Część obszaru przedwojennej gminy Podzwierzyniec (gromady Mosty i Nowa Wieś) włączono do nowo utworzonej gminy Tuligłowy. Ludność gminy w 1943 roku wynosiła 10.233.
| Gmina w Landkreis Lemberg | Miejscowości / gromady | Gmina (II RP)  | Powiat (II RP) | Rejon w ZSRR (1939–1941) |
| ------------------------- | --- | -------------- | -------------- | ------------------------ |
| Podzwierzyniec            | Horożanna Mała, Horożanna Wielka, Kołodruby, Łowczyce, Manasterzec, Nowosiółki Oparskie, Podzwierzyniec, Powerchów, Ryczychów, Tatarynów i Terszaków | Podzwierzyniec | rudecki        | komarniański             |
| Tuligłowy                 | Mosty i Nowa Wieś | Podzwierzyniec | rudecki        | komarniański             |
| Tuligłowy                 | Brzeziec i Tuligłowy | Komarno        | rudecki        | komarniański             |
| Tuligłowy                 | Hołodówka, Koniuszki Królewskie, Koniuszki Tuligłowskie, Malinów, Podolce, Pohorce i Susułów                                                         | Pohorce        | rudecki        | rudecki                  |

Po II wojnie światowej obszar gminy został włączony do Ukraińskiej SRR.